# مؤتمر قمة الكوريتين والولايات المتحدة

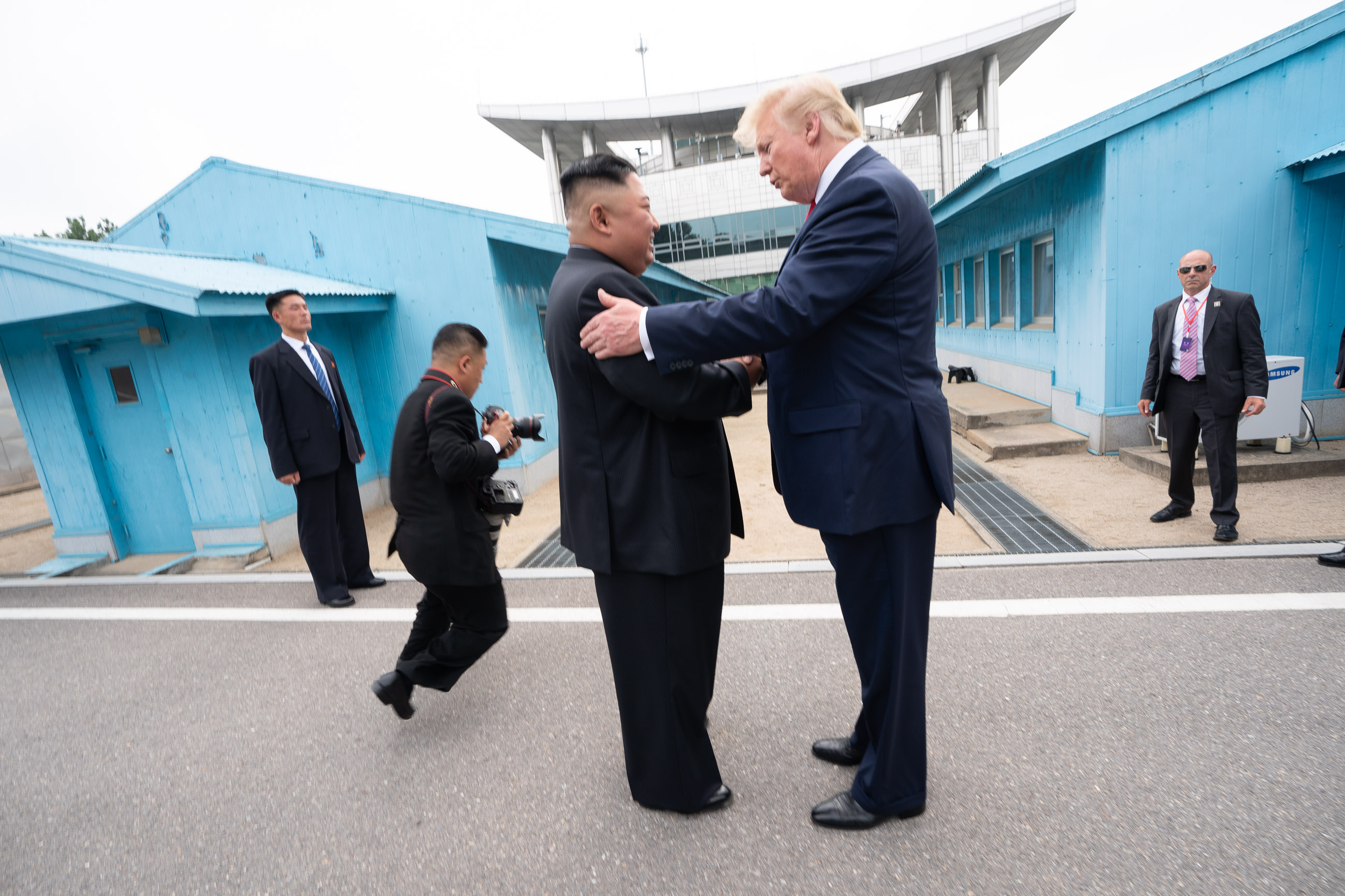
ترامب وكيم في الجانب الشمالي من المنطقة منزوعة السلاح. بذلك أصبح ترامب أول رئيس أمريكي يخطو في كوريا الشمالية منذ الحرب الكورية.

عُقد مؤتمر قمة الكوريتين والولايات المتحدة في المنطقة منزوعة السلاح عام 2019 لمدة يوم واحد بين رئيس كوريا الشمالية كيم جونغ أون والرئيس الأمريكي دونالد ترامب ورئيس كوريا الجنوبية مون جاي إن، بعد قمة مجموعة العشرين أوساكا عام 2019. قطع ترامب الحدود عند الساعة الثالثة وخمس وأربعين دقيقة (بتوقيت غرينتش + التاسعة) في 30 يونيو، في أول مرة يقوم فيها رئيس أمريكي بوضع قدميه على أرض كوريا الشمالية. حضر أيضًا كبار مستشاري البيت الأبيض من بينهم إيفانكا ترامب وجاريد كوشنر (صهر ترامب) والمبعوث الأمريكي إلى كوريا الجنوبية هاري بي. هاريس جونيور، في اجتماع مع الرئيس كيم على شاشة تلفزيون كوريا الشمالية.

## الخلفية
سافر سابقًا عدد من أعضاء الكونغرس الأمريكي الحاليين إلى المنطقة الكورية منزوعة السلاح (دي إم زي) وشاهدوا كوريا الشمالية عبر المنظار، لكن لم يسبق لأحد منهم أن قابل أيًا من قادة كوريا الشمالية أو حتى دخل إلى أراضيها.
دار حوار بين الرئيسين ترامب وكيم في 27  و28 فبراير في العاصمة الفيتنامية هانوي، حول موضوع الأسلحة النووية. في هانوي، سعت كوريا الشمالية إلى التخلص من جميع العقوبات الاقتصادية عليها، وبالتالي اقترحت الحدّ جزئيًا منها بهدف إنشاء أسلحة نووية جديدة، بينما تحتفظ بما تملكه في مستودع أسلحتها الحالي. في تلك الأثناء، عرض ترامب تقديم مساعدات اقتصادية إلى كوريا الشمالية مقابل انتزاع السلاح النووي منها. لم يصل البلدان إلى اتفاق وانتهت بذلك النقاشات. أعقاب لقاء هانوي، ندَّد الإعلام الحكومي لكوريا الشمالية «بموقف الولايات المتحدة» لكنه لم ينتقد ترامب بشكل مباشر، حتى وأنه أشار إلى العلاقة الإيجابية بين الرئيسين، وهو تصريح يكرّره ترامب على الدوام.
في 12 يونيو عام 2019، أخبر ترامب المراسلين أنه تلقى «رسالة جميلة» من كيم وكانت «شخصية ولطيفة جدًا»، فمدح قيادة كيم وقال إن الرسالة كانت بمثابة إشارة إلى أنهما سيعاودان الحوار. ردَّ ترامب برسالة إلى كيم في 23 يونيو  عام 2019، إذ وصفها كيم بأنها «ممتازة». صرّح الإعلام الحكومي لكوريا الشمالية: «تقديرًا لمقدرة ترامب على إطلاق الحكم السياسي وشجاعته الاستثنائية، قال كيم جونغ أون إنه سوف ينظر جديًا بالفحوى الشيّق للرسالة».

## التصريح
في 24 يونيو عام 2019، أكَّد البيت الأزرق أن ترامب سيقوم بزيارة لكوريا الجنوبية في 30 يونيو وأن البيت الأبيض كان يحاول جدولة زيارة للمنطقة الكورية منزوعة السلاح في السابق. في صباح 29 يونيو، نشر ترامب، الذي كان يحضر قمة مجموعة العشرين أوساكا في اليابان، تغريدة على موقع تويتر، قائلًا: «في حال قرأ رئيس كوريا الشمالية، كيم، هذا، فسوف ألتقي به على الحدود/ المنطقة منزوعة السلاح فقط لأصافحه وألقي عليه التحية!». وبعد خمس ساعات، طلب وزير خارجية كوريا الشمالية ري يونغ هو من الولايات المتحدة إصدار إشعار رسمي لذلك. وفي مساء اليوم نفسه، التقى ري يونغ هو مع ستيفن بيغين، المبعوث الخاص لوزارة الخارجية الأمريكية في كوريا الشمالية، في قرية بانمنجوم، تحضيرًا لعقد القمة. أثناء فترة انعقاد مؤتمر القمة، أعلن رئيس كوريا الجنوبية مون جاي إن أن ترامب سيجتمع مع كيم خلال زيارته للمنطقة منزوعة السلاح.
وقد توقع رئيس كوريا الجنوبية أن تكون المصافحة بين ترامب وكيم في المنطقة «حدثًا هامًا» لجهود نزع السلاح النووي في شبه الجزيرة.
على الرغم من الإعلان بأن هذا الاجتماع يُعتبر اجتماعًا عفويًا أو مرتجلًا، إلا أن كلًا من كيم وترامب كانا قد تبادلا عدة رسائل في وقت سابق من هذا الشهر. قال أندري لانكوف من جامعة غكمن «إنه لمن الصعب تخيل أن يكون قادة دولتين قويتين قد نظَّما اجتماعًا في مثل هذا الإشعار القصير». ووصف ذلك بأنه ««مشهد» قد صُمّم لإرسال رسالة سياسية للحيلولة دون إثارة الشبهات حول حقيقة ما يجري».

## مؤتمر القمة
بعد النتائج التي توصلت إليها قمة مجموعة العشرين أوساكا في اليابان في 30 يونيو عام 2019، زار ترامب ورئيس كوريا الجنوبية مون جاي إن المنطقة منزوعة السلاح قبل الاجتماع مع رئيس كوريا الشمالية كيم جونج أون. دعا كيم الرئيس ترامب لعبور خط ترسيم الحدود العسكرية. وبذلك، أصبح ترامب أول رئيس أمريكي يدخل كوريا الشمالية. قبل العبور إلى كوريا الشمالية، قال كيم لترامب عندما كانا في كوريا الشمالية، «من الجيد رؤيتك مرة أخرى» و«لم أكن أتوقع أن ألتقي بك في هذا المكان»، وصافحه. أجاب ترامب قائلًا: إنه «شرفٌ لي أن أدخل كوريا الشمالية». وخلال اجتماعهما، دعا ترامب الرئيس كيم لزيارة البيت الأبيض، على الرغم من أنه قد علِمَ لاحقًا بأن هذه الزيارة لن تتم في المدى القريب. قال ترامب لكيم: «الكثير من الأشياء العظيمة حقًا تحدث، أشياء هائلة. لقد التقينا وأحببنا بعضنا البعض من اليوم الأول، وكان ذلك بالغ الأهمية». انضَّم رئيس كوريا الجنوبية إليهما فيما بعد، وتحدث الثلاثة لدقائق وجيزة قبل أن يعقد كيم وترامب اجتماعًا خاصًا مدته 53 دقيقة في مبنى بيت الحرية.
رافق كل من إيفانكا ترامب، الرئيس التنفيذي، وجاريد كوشنر، رئيس المستشارين، وستيفن منوشين، مدير المكتب التنفيذي للأمين العام، وهاري بي. هاريس، سفير الولايات المتحدة في كوريا الشمالية، الرئيسَ ترامب إلى المنطقة منزوعة السلاح. وحضرت إيفانكا ترامب الاجتماع معهما. لكن الرئيس مون لم يحضر؛ إذ كانت وزارة الخارجية في كوريا الشمالية قد أعلنت قبل أسبوع أنه غير مرحب به، وأخبرت السلطات الكورية الجنوبية بأن «تهتم بشؤونها الخاصة».
قال كيم في تصريحات له عقب الاجتماع «من هذا الاجتماع هنا، الذي يُعتبر رمزًا للتقسيم، ورمزًا للماضي العدائي... إننا نقول للعالم بأنه ثمَّة حاضر جديد، وهذا يقتضي أننا سنعقد اجتماعات مستقبلية إيجابية».

## أعقاب مؤتمر القمة
بعد انتهاء القمة النووية، أعلن الجانبان استئناف المحادثات النووية «على مستوى العمل». صرَّح وزير الخارجية الأمريكي مايك بومبيو بأن مفاوضي إدارة ترامب سيلتقون بنظرائهم الكوريين الشماليين لاستئناف المحادثات في منتصف يوليو. وسيقود المبعوث الأمريكي الخاص إلى كوريا الشمالية، ستيفن بيغين، المفاوضين الأمريكيين؛ ولم يتم تعيين المفاوضين الكوريين الشماليين، على الرغم من أن الدبلوماسية تشو سون هوي كان يُنظَر إليها باعتبارها خيارًا مرجحًا.
كتب ديفيد إي. سانجر وميخائيل كرولي في تحليل لصحيفة نيويورك تايمز أنه في الفترة التي تم فيها التحضير للاجتماع، كان مفاوضي إدارة ترامب يفكرون داخليًا في احتمال وجود جولة جديدة من المفاوضات بين الولايات المتحدة وكوريا الشمالية تؤدي إلى قبول الولايات المتحدة «بتجميد نووي، الأمر الذي يحافظ على قدسية الوضع الراهن إلى حدّ كبير، وقبول الولايات المتحدة أيضًا منطقة الشمال كقوة نووية»، بدلًا من نزع السلاح النووي بالكامل. في ظلّ هذه النتيجة المحتملة، ستوقف كوريا الشمالية صنع ترسانتها النووية، ولكنها لن تفكك أيًا من الأسلحة النووية الموجودة حاليًا البالغ عددها من عشرين إلى ستين في مستودعاتها، وبأن ذلك لن يحدّ من قدراتها على صنع الصواريخ البالستية. وصرَّح بيغين بأن التعليق على النتائج المحتملة كان تأمليًا وقال أنه «لا يحضّر لأي اقتراح جديد حاليًا».

## ردود الفعل

### كوريا الجنوبية
تمَّ الترحيب بالاجتماع داخل الأوساط السياسية في كوريا الجنوبية، بما في ذلك الحزب الديمقراطي الحاكم (الذي وصفه رئيسه بأنه «علامة بارزة أخرى نحو السلام في شبه الجزيرة الكورية») وحزب الحرية المحافظ وحزب المعارضة الرئيسي. أعلن رئيس حزب الحرية الكوري «أن هذا الاجتماع يُمثل بادرة جيدة للخروج من مأزق المحادثات النووية». وقد قام ميونغ هيون جو، زميل أبحاث معهد آسن لدراسات السياسات، وهو أحد أكبر خمسة مراكز بحثية في مجال السياسة الخارجية والدفاع في كوريا الجنوبية، بتحليل مؤتمر قمة المنطقة منزوعة السلاح كاتجاه إيجابي. أكَّد جو على الدور الحاسم الذي تلعبه كوريا الجنوبية، دور الرئيس مون بين ترامب وكيم بمثابة مفاوض. قال جو أيضًا إنه من الملائم عقد صفقة صغيرة بين الولايات المتحدة وكوريا الديمقراطية تكون مماثلة للاتفاق النووي الإيراني، في حال استنتج ترامب أنها ينبغي أن تكون أكثر واقعية. ولكن، قال أندري لانكوف من جامعة غكمن إن كيم وترامب «بحاجة إلى شيء قوي نظريًا ولكنه ضعيف في جوهره» وبأن اجتماع المنطقة منزوعة السلاح كان يُقصد منه نقل رسالة سياسية دون إثارة أي شكوك حول إحراز تقدم نحو اتفاق فعلي بشأن المسألة النووية الكورية الشمالية.

### كوريا الشمالية
أثنت وسائل الإعلام الحكومية في كوريا الشمالية على زيارة ترامب باعتبارها «تاريخية» و«حدثًا مذهلًا»، وغطَّت بشكل واسع الحدث لصالح وكالة الأنباء المركزية الكورية (كيه سي إن إيه) وشبكة الأخبار الوطنية وصحيفة رودونغ سينمن. نقلًا عن كيم في صحيفة رودونغ سينمن كتبت «لقاء درامي مثل لقاء اليوم يمكن أن يُعقد مرة أخرى بسبب العلاقة الودية والإيجابية مع الرئيس ترامب». ووصفت آنا فيفيلد من صحيفة واشنطن بوست والمحرر نيك روبرتسون من شبكة السي إن إن، الاجتماع بأنه يُمثل بروباغندا انتصار هامة بالنسبة للرئيس كيم. ومع ذلك، أعلن مستشار وزارة الخارجية في كوريا الشمالية كيم كي غوان أن الاجتماع مع ترامب يخدم فقط المصالح الأمريكية ويُرضي غرور الرئيس الأمريكي. ولن تهتم كوريا الديمقراطية بعقد قمة أخرى مع ترامب إلا في حال قدَّمت الولايات المتحدة سياسات مقبولة من الطرفين لإنقاذ الدبلوماسية النووية.

### الصين
وصف وزير خارجية الصين وانغ يي اجتماع كيم وترامب في المنطقة منزوعة السلاح بأنه «فرصة نادرة للسلام» وقال إن الرئيس الصيني شي جين بينغ قد حثَّ الولايات المتحدة على «إظهار المرونة» من خلال تخفيف العقوبات ضد كوريا الشمالية ضمن مرحلة «الفعل بالفعل» بدلًا من عرض تخفيف العقوبات فقط في حالة نزع السلاح النووي بالكامل. وقال شيونغ سونغ تشانغ من معهد سيجونغ، وهو مركز أبحاث تابع لكوريا الجنوبية، إنه في الاجتماعات بين كيم وشي في كوريا الشمالية، تعهَّد شي بالتعاون الاقتصادي وضمان الأمن لكوريا الشمالية مقابل استمرار جهود بيونغ يانغ في مفاوضات نزع السلاح النووي. وقد وافق كوه يوهان، أستاذ في الدراسات في كوريا الشمالية من جامعة دونغوك في سيول، على أن شي قد سهَّل الاجتماع بين ترامب وكيم.